# رويدا محروقي
رويدا محروقي (8 يونيو 1975 -)، مغنية إماراتية.

## عن حياتها
كانت تحمل أكثر من موهبة منذ صغرها، فكانت عازفة على البيانو وقد فازت بالمركز الأول في مسابقة في الإمارات بالعزف على البيانو في فئة العمر أقل من 8 سنوات، وايضًا رسامة حيث فازت بالمركز الثالث بالرسم بين العراق والإمارات. أنهت دراسة الثانوية العامة في «مدرسة الراهبات الوردية»، تخرجت من قسم الإخراج التلفزيوني والمسرحي في الجامعة الأميريكية في بيروت، بدأت كهواية بالصدفة في الغناء أثناء دراستها للإخراج وقدمت كمخرجة عدد من الأعمال منها توليها مهمة المساعدة في إخراج مسلسل «خليل في مهب الريح» للفنان غانم السليطي وذلك بعام 1999، ثم ركزت في مجال الغناء وقدمت العديد من الألبومات والأغاني المنفردة.

### حياتها الأسرية
في عام 2004 تزوجت من الموزع الموسيقي المصري مدحت خميس، وانجبت ابنهما «نور» عام 2005 ومن بعد ذلك بدأت الخلافات والمشاكل الزوجية بينهما وقد وصلت للمحاكم وعادت إلى بلدها دون ابنها، وقيل أنه طردها من المنزل. حتى رفعت قضية مطالبة بطلاقها منه وطلب حضانة ابنها وقد كسبتها.

## مشوارها الفني
في عام 1996 أثناء دراستها الجامعية أُتيحَت لها فرصة الاشتراك ببرنامج المواهب ستديو الفن فإشتركت بالبرنامج تضييعاً للوقت دون هدف النجومية ولكنها تخرجت من البرنامج بميدالية فضية في الفئة الطربية حيث غنت للفنانة اللبنانية فيروز خلال البرنامج. أبرز الأغاني التي غنتها كانت «أعطني الناي وغني» و«أهواك بلا أمل» و«سنرجع يوما». كما غنت أغنية «معقول» بمشاركة المغني اللبناني زياد برجي باللهجة اللبنانية وقدمت أغنية «أحبك» باللهجة البدوية.
وكانت المرحلة الثانية من حياتها الغنائية، حين وقعت عقداً مع منتج البرنامج سيمون أسمر ولكن سرعان ما فسخ العقد بينهما، وقعت عقدا آخر مع شركة روتانا وكان أول ألبوم لها مع الشركة حمل عنوان «آخر حب» في عام 2002، الذي كان إحدى أغانيه «حطيتك في بالي» التي صورته كفيديو كليب واشتهرت من خلالها وحققت النجاح. ما شجعها على طرح ألبوم أخرى حمل عنوان «أقولك شي» الذي تعاونت خلاله مع زوجها السابق الموزع الموسيقى مدحت خميس وقدمت خلال الألبوم ما يعرف الأغاني السريعة كأغنيتين «غريب الطبايع» و«إلي مثلك» والتي صورتهما كفيديو كليب وحققت خلالهما حينها النجاح، وطرحت أول أغنية منفردة رسمية لها «أحلام وردية» عام 2013.

### غيابها والعودة
توقفت لفترة بسبب انشغالها لظروف صحية وانشغالها بحضانة إبنها «نور». وكان ظهورها قد قل بشكل ملحوظ على عكس نشاطها وخاصة بالأغاني المصورة التي اشتهرت بطابعها الخاص خلالها، وعادت في ديسمبر 2018 للأغاني المصورة بعد غيابها عنها لفترة طويلة مع المخرج عادل سرحان خلال أغنية «بحب نفسي».

### التمثيل
شاركت للمرة الأولى كممثلة من خلال بطولة فيلم «بحر النجوم» في عام 2007 وشاركها بالبطولة المطربين وائل كفوري وهيفاء وهبي وكارول سماحة، وقدمت خلال الفيلم أغنيتين هما «ما هو ذنب» و«علوا الصوت». وفي عام 2011 شاركت كضيف شرف في الجزء الثالث من المسلسل السعودي «هوامير الصحراء»، في عام 2013 شاركت ببطولة المسلسل الغنائي «دو ري مي» وقدمت ضمن سياقه عدد من الأغاني المشتركة منها «متى نتلاقى»، «مجرد شبه»، «في خاطري» بمشاركة مروى بن صغير، و«أحبك حيل».

## أعمالها

### الألبومات الرسمية
| التسجيل | الألبوم    | الأغاني                                                                                             |
| ------- | ---------- | --------------------------------------------------------------------------------------------------- |
| 2002    | آخر حب     | آخر حب، حطيتك ببالي، من يقول، حركاتك، شوقني، سويتها فيني، من لنا                                    |
| 2004    | أقولك شي   | أقولك شي، غريب الطبايع، إللي مثلك، أنا أنا، تبقى حبيبي، وحياتك، حرام، شفت العنا، غرامي، ما لها لزوم |
| 2006    | وريني      | وريني، دبلة، اتعبني، كانت مرحلة، مليت، اتبعه، الحسد، كثير بحس، إللي يسمعك، ولا عمري                 |
| 2008    | مهري غالي  | مهري غالي، يقولون، آي آي، الحين الحين، عايشين، رضاك، هدية، غالي علي، حبايبنا، هالحلو                |
| 2011    | رويدا 2011 | عشم إبليس، طلع روحي، ما يفرق، روح، كلمتي مسموعة، محسوبة، واثق من نفسك، آخرك معايا                   |

### الأغاني المصورة
| سنة  | الأغنية       | المخرج       | إنتاج              |
| ---- | ------------- | ------------ | ------------------ |
| 2002 | حطيتك في بالي | محمد العجمي  | إيه آر تي الموسيقى |
| 2002 | من يقول       | محمد العجمي  | إيه آر تي الموسيقى |
| 2002 | شوقني         | سعيد الماروق | إيه آر تي الموسيقى |
| 2004 | غريب الطبايع  | سهى عرابي    | روتانا             |
| 2004 | إللي مثلك     | محمد جمعة    | روتانا             |
| 2004 | أقولك شي      | محمد جمعة    | روتانا             |
| 2006 | وريني         | عادل سرحان   | روتانا             |
| 2006 | كانت مرحلة    | عادل سرحان   | روتانا             |
| 2008 | آي آي         | حسين دشتي    | روتانا             |
| 2018 | بحب نفسي      | عادل سرحان   | فري ميوزيك         |
| 2022 | يلا دانس      | بتول عرفة    | لايف ستايل ستديوز  |

### الأغاني المنفردة
- إضحك، أتحاد القلوب بمشاركة أريام وسمر وفاطمة القرياني، بلادي الحلوة، أحلام وردية، فضيحة، بحب نفسي.

## المشاركات
شاركت في الغناء بالعديد من المهرجانات والمناسبات الوطنية، ومن أهم المشاركات:
- 2002:  الإمارات العربية المتحدة - مشاركة مهرجان ليالي دبي الأول.
- 2002:  عُمان - مشاركة في مهرجان صلالة.
- 2003: شاركت في الغناء في احتفال بداية دوري أبطال العرب.
- 2011: أوبريت حلم السلام.[11]
- 2012:  الإمارات العربية المتحدة - أوبريت «انتماء وولاء» بمناسبة اليوم الوطني الإماراتي ال41.
- 2013:  الإمارات العربية المتحدة - أوبريت «خليفة بلغات العالم» بمناسبة اليوم الوطني الإماراتي ال42.

## وصلات خارجية
- رويدا المحروقي على موقع ميوزك برينز (الإنجليزية)